# Scatman John
Scatman John (* 13. März 1942 in El Monte, Kalifornien; † 3. Dezember 1999 in Los Angeles, Kalifornien), bürgerlich John Paul Larkin, war ein US-amerikanischer Musiker. Er sang und musizierte im Scat- und Jazz-Bereich. Scatman John war Stotterer. Seine Markenzeichen waren sein Schlapphut und sein Schnurrbart. Bekannt wurde er durch seinen weltweit erfolgreichen Hit Scatman (Ski-Ba-Bop-Ba-Dop-Bop). Bei allen Veröffentlichungen mischte Scatman John seinen Scat-Gesang mit Europop und -dance. Er verkaufte über 20 Millionen Platten.

## Leben

### Anfänge
Scatman John wurde am 13. März 1942 in El Monte (Kalifornien) als John Paul Larkin geboren. Er wuchs in El Sereno auf. Schon als Grundschüler litt er unter seinem Stottern, weil Mitschüler sich über ihn lustig machten und ihn nachäfften. Eine angefangene Therapie brach er wegen Minderwertigkeitsgefühlen ab; er versuchte, Reden zu vermeiden. Mit 14 Jahren begann Larkin das Klavierspielen; dies half ihm, seine sprachlichen Defizite zu kompensieren und künstlerische Fähigkeiten zu entdecken.
Ab 1970 arbeitete er als Jazzpianist, hauptsächlich im Großraum Los Angeles. 1986 erschien sein Debütalbum John Larkin; heute sind nur noch wenige Exemplare davon erhalten. Zu dieser Zeit begann auch sein Alkohol- und Drogenmissbrauch. Als sein Musikerpartner Joe Farrell 1986 an MDS starb, entschied sich Larkin, seine Sucht zu bekämpfen. Mit Hilfe seiner neuen Ehefrau Judy gelang ihm der Ausstieg aus der Drogensucht.

### Die „Geburt“ von Scatman John
1990 ging Larkin nach Berlin, um seine Karriere weiter auszubauen. Wegen der ausgeprägten Jazzkultur in der Stadt machte er weiterhin als Jazzpianist Musik, in Clubs, auf Kreuzfahrtschiffen und Bars, später in ganz Deutschland. Hier fällte er auch die Entscheidung, den Gesang in seine Darbietungen einzubinden, auch dank der großen Zustimmung, die er für die gesangliche Darbietung seiner Version von On the Sunny Side of the Street nach den Instrumentalstücken erfuhr. Zu dieser Zeit schlug sein Agent Manfred Zähringer von Iceberg Records in Dänemark vor, den Scat-Gesang mit modernen Dance- und Pop-Melodien zu verbinden. Larkin zweifelte erst an der Idee, aber BMG Hamburg war mit dem Vorschlag einverstanden. Gemeinsam mit den Songwritern und Musikproduzenten Ingo Kays und Tony Catania schrieb und produzierte er den Song Scatman (Ski-Ba-Bop-Ba-Dop-Bop), dem in der weiteren Zusammenarbeit erfolgreiche Titel und Alben folgten.

### Internationale Erfolge
1995 wurde Larkin weltweit zum Star. Zuerst stockte der Verkauf seiner Single, aber dann erreichte sie in vielen Ländern Platz 1 der Charts; insgesamt wurden mehr als 6 Millionen Platten verkauft. Scatman (Ski-Ba-Bop-Ba-Dop-Bop) blieb sein größter Erfolg und sein wohl bekanntestes Werk insgesamt. Es folgte die Single Scatman’s World, die nicht ganz an den früheren Erfolg anknüpfen konnte. Dennoch wurden weit mehr als eine Million Platten in Europa verkauft.
Später erschien sein Debütalbum Scatman’s World, das ebenfalls ein großer Erfolg wurde und sich millionenfach verkaufte. Er startete eine Tour durch Europa und Asien. Bei einem Interview für sein Album sprach Larkin so fließend, dass er von einem Journalisten gefragt wurde, ob er das Stottern nur erfunden habe, um seine Karriere zu fördern. Larkin war schockiert, und zum ersten Mal schämte er sich mehr für das fließende Reden als für das Stottern.

### Nach dem Album Scatman’s World
1996 erschien sein drittes Album, Everybody Jam!, das in Deutschland durchschnittlichen Erfolg hatte. In Japan war der Longplayer wesentlich erfolgreicher als anderswo auf der Welt. Scatman John wurde dort so berühmt, dass japanische Spielzeugläden Puppen von ihm verkauften und sein Gesicht auf Telefonkarten und Coca-Cola-Dosen zu sehen war. Die japanische Version des Albums enthielt fünf Bonustracks mit den Hitsingles Su Su Su Super Kirei und Pripri Scat, die von japanischen Firmen zu Werbezwecken (z. B. Kosmetik) genutzt wurden. Auch die Ultraman-Kultwelle versuchte, einen Teil vom Erfolg abzubekommen. Dazu wurde eine Single namens Scatultraman veröffentlicht; das Cover zeigte Ultraman mit Hut und Oberlippenbart, seinen Erkennungszeichen.

### Letzte Jahre
1998 wurde bei Scatman John Lungenkrebs diagnostiziert und eine intensive Behandlung der Krankheit begann.
1999, kurz nach Veröffentlichung seines letzten Studioalbums Take Your Time unternahm er eine Tour durch 24 Städte in den USA. Bei dem Konzert vom 26. November 1999 in Cleveland, Ohio, brach Larkin während des Showfinals auf der Bühne zusammen. Während Larkin in einem Showkampf-Duell gegen seinen Schlagzeuger antrat, schien er auf der Bühne in Ohnmacht zu fallen. Die Zuschauer glaubten zunächst, der Zusammenbruch sei Teil der Show, bis bekanntgegeben wurde, dass die Show aufgrund des Zusammenbruchs von Larkin enden würde. Larkin wurde in die Cleveland Clinic transportiert, wo er stabilisiert wurde. In der folgenden Woche kehrte er nach Los Angeles zurück. Am 3. Dezember 1999 starb er in seinem Haus in Los Angeles im Alter von 57 Jahren. Seine Frau Judy, seine Mutter Harriet und sein Bruder Bill waren in seinen letzten Stunden bei ihm. Er wurde nach seinem Tod eingeäschert und seine Asche wurde in der Nähe von Malibu, Kalifornien, auf dem Meer verstreut.
Als Popstar wurde Scatman John zum Vorbild für Menschen mit einer Behinderung. So engagierte er sich zu Lebzeiten für Kinder und für Organisationen, die sich für stotternde Menschen einsetzten.

## Auszeichnungen (Auswahl)
Scatman John bekam weltweit einige Auszeichnungen für seine Arbeit, unter anderem in Italien, Frankreich, Polen und Hongkong. In Japan erhielt er die Auszeichnung Bester neuer Künstler international des Jahres, in Deutschland wurde 1996 ein Echo für Scatman (Ski-Ba-Bop-Ba-Dop-Bop) als Beste Single national/international an ihn vergeben.

## Graphic-Novel-Biografie
Im Jahr 2022, 23 Jahre nach seinem Tod, schrieb und illustrierte Jeff Chi "Who's The Scatman?", eine Graphic-Novel-Biografie, die auf Deutsch veröffentlicht wurde und mit dem Max-und-Moritz-Preis ausgezeichnet wurde. Der Comic beschreibt Larkins Aufstieg zu Ruhm und Karriere sowie seine Genesung von Drogen- und Alkoholabhängigkeit. Um Details über Larkins Leben zu sammeln, führte Chi Videochats mit Personen durch, die Larkin während seiner Jazz-Ära und Eurodance-Phase kannten, darunter John’s Manager Manfred Zähringer, die Produzenten seiner Hit-Singles und Alben sowie Musiker, die ihn während seiner Karriere kannten.

## Diskografie

### Studioalben
| Jahr | Titel                 | Höchstplatzierung, Gesamtwochen, AuszeichnungChartplatzierungen (Jahr, Titel, Platzierungen, Wochen, Auszeichnungen, Anmerkungen) | Höchstplatzierung, Gesamtwochen, AuszeichnungChartplatzierungen (Jahr, Titel, Platzierungen, Wochen, Auszeichnungen, Anmerkungen) | Höchstplatzierung, Gesamtwochen, AuszeichnungChartplatzierungen (Jahr, Titel, Platzierungen, Wochen, Auszeichnungen, Anmerkungen) | Anmerkungen                                             |
| Jahr | Titel                 | DE | AT | CH | Anmerkungen                                             |
| ---- | --------------------- | --- | --- | --- | ------------------------------------------------------- |
| 1986 | John Larkin           | — | — | — | Erstveröffentlichung: 1986 als John Larkin              |
| 1995 | Scatman’s World       | DE6 (17 Wo.)DE | AT25 (10 Wo.)AT | CH4 (16 Wo.)CH | Erstveröffentlichung: 10. Juli 1995                     |
| 1996 | Everybody Jam!        | — | — | CH45 (2 Wo.)CH | Erstveröffentlichung: 10. Dezember 1996                 |
| 1999 | Take Your Time        | — | — | — | Erstveröffentlichung: 1999                              |
| 2001 | Listen to the Scatman | — | — | — | Erstveröffentlichung: 11. Dezember 2001 als John Larkin |

### Kompilationen
- 2002: The Best of Scatman John

### EPs
- 1995: Scat Paradise

### Singles
| Jahr | Titel Album                                     | Höchstplatzierung, Gesamtwochen, AuszeichnungChartplatzierungen (Jahr, Titel, Album, Platzierungen, Wochen, Auszeichnungen, Anmerkungen) | Höchstplatzierung, Gesamtwochen, AuszeichnungChartplatzierungen (Jahr, Titel, Album, Platzierungen, Wochen, Auszeichnungen, Anmerkungen) | Höchstplatzierung, Gesamtwochen, AuszeichnungChartplatzierungen (Jahr, Titel, Album, Platzierungen, Wochen, Auszeichnungen, Anmerkungen) | Höchstplatzierung, Gesamtwochen, AuszeichnungChartplatzierungen (Jahr, Titel, Album, Platzierungen, Wochen, Auszeichnungen, Anmerkungen) | Höchstplatzierung, Gesamtwochen, AuszeichnungChartplatzierungen (Jahr, Titel, Album, Platzierungen, Wochen, Auszeichnungen, Anmerkungen) | Anmerkungen                                                        |
| Jahr | Titel Album                                     | DE | AT | CH | UK | US | Anmerkungen                                                        |
| ---- | ----------------------------------------------- | --- | --- | --- | --- | --- | ------------------------------------------------------------------ |
| 1994 | Scatman (Ski-Ba-Bop-Ba-Dop-Bop) Scatman’s World | DE2 Platin · (31 Wo.)DE | AT1 Gold · (15 Wo.)AT | CH1 Gold · (27 Wo.)CH | UK3 Gold · (12 Wo.)UK | US60 (13 Wo.)US | Erstveröffentlichung: 30. November 1994                            |
| 1995 | Scatman’s World                                 | DE1 Platin · (21 Wo.)DE | AT4 (16 Wo.)AT | CH3 Gold · (21 Wo.)CH | UK10 (7 Wo.)UK | — | Erstveröffentlichung: Juni 1995                                    |
| 1995 | Song of Scatland Scatman’s World                | DE46 (9 Wo.)DE | — | — | — | — | Erstveröffentlichung: 15. Dezember 1995                            |
| 1996 | Everybody Jam!                                  | DE46 (12 Wo.)DE | — | — | — | — | Erstveröffentlichung: 28. Oktober 1996                             |
| 2009 | Scatman The Past, the Present, the Future       | DE88 (3 Wo.)DE | AT53 (1 Wo.)AT | — | — | — | Erstveröffentlichung: 30. Oktober 2009 Mark ’Oh feat. Scatman John |

Weitere Singles
- 1996: Megamix ’96
- 1996: Only You
- 1996: Su Su Su Super キ・レ・イ (nur in Japan veröffentlicht)
- 1996: Pripri Scat (nur in Japan veröffentlicht)
- 1997: Let it Go
- 1998: Scatmambo (Patricia)
- 1999: The Chickadee Song
- 1999: Ichi, ni, san … Go! (nur in Japan veröffentlicht)
- 2001: Listen to the Scatman (als John Larkin)
- 2003: Ska-ba-bop-ba-dop-bop (DJ Kadozer Mix)
- 2019: Scatman & Hatman (mit Lou Bega)
- 2025 Can You Hear Me

## Auszeichnungen für Musikverkäufe
| Goldene Schallplatte - Australien - 1995: für die Single Scatman (Ski-Ba-Bop-Ba-Dop-Bop) - Belgien - 1995: für die Single Scatman’s World - Frankreich - 1995: für das Album Scatman’s World - 1995: für die Single Scatman’s World - Italien - 2023: für die Single Scatman (Ski-Ba-Bop-Ba-Dop-Bop) - Norwegen - 1995: für die Single Scatman (Ski-Ba-Bop-Ba-Dop-Bop) - Polen - 1995: für das Album Scatman’s World - Schweden - 1995: für das Album Scatman’s World | Platin-Schallplatte - Belgien - 1995: für die Single Scatman (Ski-Ba-Bop-Ba-Dop-Bop) - Europa - 1995: für die Single Scatman’s World - Frankreich - 1995: für die Single Scatman (Ski-Ba-Bop-Ba-Dop-Bop) |

Anmerkung: Auszeichnungen in Ländern aus den Charttabellen bzw. Chartboxen sind in ebendiesen zu finden.
| Land/RegionAuszeichnungen für Musikverkäufe (Land/Region, Auszeichnungen, Verkäufe, Quellen) | Gold       | Platin     | Verkäufe    | Quellen           |
| -------------------------------------------------------------------------------------------- | ---------- | ---------- | ----------- | ----------------- |
| Australien (ARIA)                                                                            | Gold1      | —          | 35.000      | aria.com.au       |
| Belgien (BRMA)                                                                               | Gold1      | Platin1    | 75.000      | ultratop.be       |
| Deutschland (BVMI)                                                                           | —          | 2× Platin2 | 1.000.000   | musikindustrie.de |
| Europa (IFPI)                                                                                | —          | Platin1    | (1.000.000) | Einzelnachweise   |
| Frankreich (SNEP)                                                                            | 2× Gold2   | Platin1    | 850.000     | snepmusique.com   |
| Italien (FIMI)                                                                               | Gold1      | —          | 50.000      | fimi.it           |
| Norwegen (IFPI)                                                                              | Gold1      | —          | 10.000      | ifpi.no           |
| Österreich (IFPI)                                                                            | Gold1      | —          | 25.000      | ifpi.at           |
| Polen (ZPAV)                                                                                 | Gold1      | —          | 50.000      | olis.pl           |
| Schweden (IFPI)                                                                              | Gold1      | —          | 50.000      | ifpi.se           |
| Schweiz (IFPI)                                                                               | 2× Gold2   | —          | 50.000      | hitparade.ch      |
| Vereinigtes Königreich (BPI)                                                                 | Gold1      | —          | 400.000     | bpi.co.uk         |
| Insgesamt                                                                                    | 12× Gold12 | 5× Platin5 |             |                   |